# Île de la Barthelasse
L'île de la Barthelasse est une île fluviale avec une superficie de 9,8 km2.
Elle est située à Avignon, dans le département de Vaucluse, en région Provence-Alpes-Côte d'Azur. Elle constitue également Barthelasse-Piot, l'un des 9 quartiers d'Avignon.
L'île est séparée du quartier Centre par le Bras mort du Rhône, et de la ville de Villeneuve-lès-Avignon par le Grand Rhône.
En 1856, l'île est cédée par la commune de Villeneuve-lès-Avignon. Elle est donc désormais intégrée à la commune d'Avignon et au canton d'Avignon-Ouest.
Née de la soudure progressive d’un chapelet d’îles rhodaniennes, dont l’île Piot, qui forme sa pointe sud et a conservé son nom, l'île de la Barthelasse a une surface d'environ 1000 hectares, dont 600 cultivables.

## Histoire
En 1447, Jean Richard (d'Avignon) dit « Barthelucius », prend à bail emphytéotique ces terres au milieu du Rhône auprès de l'abbaye de Saint-André, y sema du blé et fit rapidement fortune. À partir de 1495, son nom commença à être utilisé pour désigner l'île et en 1531, un texte cite « l'île dite de la Barthelasse ».
Cette toponymie liée à un patronyme est largement acceptée. Pourtant, en occitan, Barthe est bien un nom de lieu, qui signifie terre basse et humide, terrain alluvial ou marécageux, d'une racine préromane barda (= boue, fange). De nombreux lieux-dits ou localités portent ce nom dans le Sud-Ouest. Barthe décrit bien l'état d'alors de ce territoire, chapelet d'îlots, qui à force de cultures, digues et dépôts finirent par se souder. Barthelucius ne serait alors que le pseudonyme, latinisé comme le voulait la mode de la Renaissance, donné à ce Richard, investisseur ayant pressenti le potentiel de la fangeuse Barthe. Il existe d'autres lieux-dits portant un nom proche dans les anciennes "iscles" du lit majeur de la Durance : "la Bartalasse" à Noves, "les Bartelasses" à Caumont, "la Bartholette" à Cabannes, et une autre île de la Barthelasse sur le Rhône, entre Beaucaire et Tarascon.
Au XVIIe siècle, le bas-Rhône a connu un alluvionnement majeur, mis en évidence par les carottages du programme PAVAGE en 2012 : de 3 à 7 mètres de dépôts sableux, liés au petit âge glaciaire ou "pessimum" climatique de la fin du XVIIe siècle. À la fin du xviiie siècle, un plan montre encore deux îles séparées par un bras d'eau. Ce qui permettait de rejoindre directement en barque le port d'Avignon et celui de Villeneuve. La formation actuelle de l'île est due à la réunion de ces îles dites des Chartreux et d'Argenton. Plusieurs grands domaines y furent édifiés à cette époque.
Au XIXe siècle, l'île est stabilisée par la construction de digues. Elle est rattachée administrativement à Avignon et au Vaucluse au Second Empire (1856) ; la paroisse insulaire, Saint-Joseph ayant d'ailleurs toujours dépendu d'Avignon.
En 1973, l'usine-écluse d'Avignon et celle de Sauveterre, créant de nouveaux biefs avec une hauteur de chute de 10 m environ rattachent la vaste île gardoise de la Motte à la Barthelasse, par deux seuils encadrant un bras mort. Le bac à traille qui permettait la traversée du Rhône entre Avignon et la Barthelasse, prévu par l'acte de rattachement de l'île à Avignon, fut mis hors service.

## Accès à la Barthelasse

### À l'époque
Le plus ancien pont, au nord des ponts actuels, est le pont Saint-Bénézet dont la construction commença en 1177 pour se terminer en 1185, bien avant la mise en culture des îlots qui formeront l'île de la Barthelasse. Il enjambait alors l'espace occupé maintenant par les deux bras du Rhône et l'île de la Barthelasse, sur environ 900 mètres (de 915 à 920 mètres selon les sources) pour 4 mètres de large et comportait 22 arches dont 19 sur le Rhône. De ces 22 arches, il n’en reste que 4.
Ce pont, servant de poste frontière entre les États pontificaux (le Comtat Venaissin) et le territoire de France, était l'un des seuls pour traverser le Rhône sur des kilomètres en amont et en aval, un bon moyen de collecter des taxes sous la forme d'un péage ou d'une aumône à saint Bénezet. Il a même été durant tout une période[précision nécessaire] l'unique pont entre la ville de Lyon et la Méditerranée, ce qui en faisait alors un point de passage obligatoire pour de nombreux marchands, voyageurs, etc.
Avant ce pont, on traversait ici le Rhône en barque. La plus grande partie du pont était la propriété du roi qui l'entretenait peu. À la suite de fortes crues du Rhône, une arche s'effondre en 1603, puis trois autres en 1605. Une carte d'Avignon de 1618 montre l'île et le pont Saint-Bénézet qui la traverse. Les quatre arches sont effondrées. Elles sont rebâties vers 1628. En 1633, juste après la réouverture du pont, deux nouvelles arches s'effondrent. En 1669, une nouvelle crue du Rhône emporte plusieurs autres arches pour ne laisser pratiquement que celles qu'on lui connaît de nos jours. La carte de 1721 indique qu'il n'y a plus que deux arches intactes sur l'île.

### Actuellement
En provenance d'Avignon, pour accéder à l'île, on peut emprunter deux ponts différents sur le Rhône : le pont Édouard Daladier (qui devient le pont du Royaume à l'approche de Villeneuve-lès-Avignon) et le pont de l’Europe.
Le passage sur ces deux ponts est possible en véhicules grâce aux voies routières, à vélo grâce aux pistes cyclables ainsi qu'à pied avec les larges cheminements piéton. Les deux ponts passent sur l'île de la Barthelasse et séparent le nord du sud de l'île de la Barthelasse qui a conservé son nom d'origine, l'île Piot.
Depuis l'autre rive, un pont permet de rejoindre, depuis la commune de Villeneuve-lès-Avignon, le nord-ouest de l'île par la route départementale (Gard) 780 et rejoignant la route départementale (Vaucluse) 228.

## Le quartier Barthelasse-Piot
L'île de la Barthelasse n'est pas seulement une île fluviale comme son nom l'indique, mais aussi un quartier au nord de la ville d'Avignon. Contrairement aux autres quartiers de la ville, il ne possède pas de grands ensembles mais plutôt des pavillons et des campings, le quartier ayant conservé son caractère agricole historique.

## Transports en commun
Le quartier est desservi par la société des Transports en Commun de la Région d'Avignon.

### Bus
| Ligne(s) de bus desservant le quartier Barthelasse-Piot | Ligne(s) de bus desservant le quartier Barthelasse-Piot | Ligne(s) de bus desservant le quartier Barthelasse-Piot | Ligne(s) de bus desservant le quartier Barthelasse-Piot | Ligne(s) de bus desservant le quartier Barthelasse-Piot |
| Ligne                                                   | Parcours                                                | Fréquence                                               | Ville(s) desservie(s)                                   | Arrêt(s) de bus                                         |
| ------------------------------------------------------- | ------------------------------------------------------- | ------------------------------------------------------- | ------------------------------------------------------- | ------------------------------------------------------- |
| 5                                                       | Limbert <> Cigalières                                   | 20 minutes                                              | Avignon • Villeneuve-lès-Avignon                        | Barthelasse                                             |
| 16                                                      | Avignon Poste <> Rochefort Stade                        | 20/40 minutes                                           | Avignon • Les Angles • Rochefort-du-Gard                | Barthelasse                                             |
| 18                                                      | Porte de l'Oulle <> Grand Angles                        | 60 minutes                                              | Avignon • Les Angles                                    | Barthelasse                                             |
| NP                                                      | Porte de l'Oulle <> Parking Île Piot                    | 10 minutes                                              | Avignon                                                 | Parking Île Piot                                        |

## Inondations

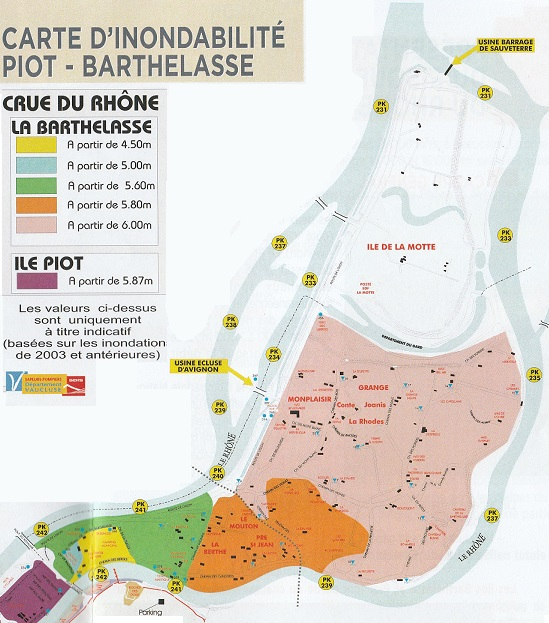
Niveaux de crue et zones inondables, quartier Barthelasse-Piot d'Avignon

De par son emplacement insulaire dans le lit du Rhône, le territoire de la Barthelasse, et du chapelet d'îles qui l'ont précédé, est particulièrement inondable. Parmi ces inondations, on peut noter celles dont on garde encore des traces. La plus ancienne répertoriée a eu lieu en 1226. Celle de l'an 1433, fut considérée comme la plus affreuse inondation. Par la suite, c'est le 23 septembre 1471, en début de matinée, que le Rhône entra en crue. Cette inondation fut qualifiée dans les textes AD MEMORIAM AETERNAM.

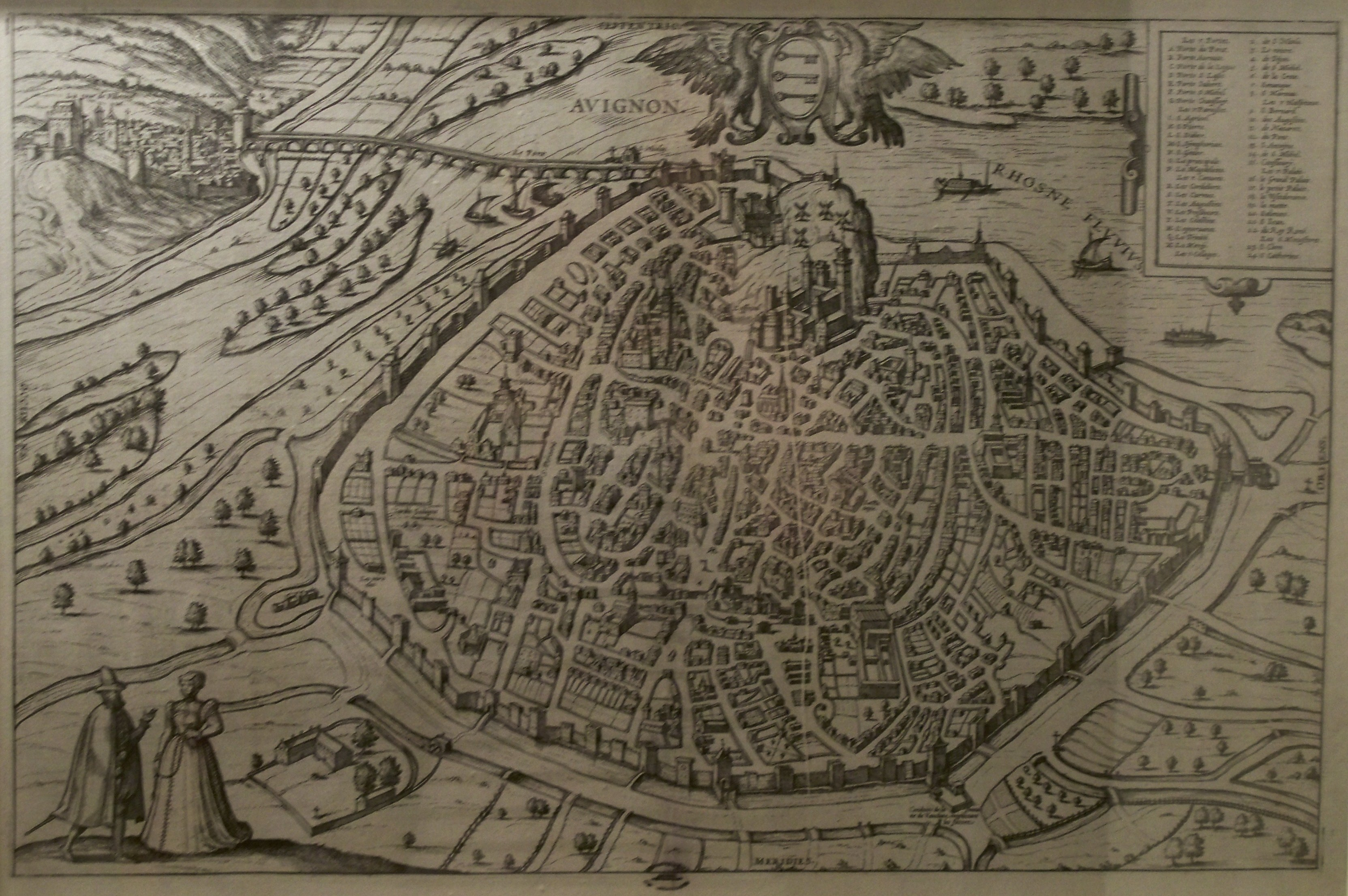
Plan d'Avignon et ses iles du Rhône en 1572

Suivent celles de 1530, 22 février 1540, 29 novembre 1542 et 12 décembre 1543. En 1548, une très grosse inondation, suivie par une crue du Rhône le samedi 2 décembre 1570, en fin de matinée.
Le xviie siècle semble plus calme avec seulement deux crues, celle du 24 avril 1622 et de novembre 1679.
Le 30 novembre 1755, la crue ravage toute l'île et est comparée en intensité à celle de 1433.
L'accalmie dure jusqu'au milieu du XIXe siècle qui va compter les inondations du 4 novembre 1840 et du 31 mai 1856.
En 2001, en 2002, du 15 au 20, puis du 24 au 29 novembre, puis en 2003, les crues sont importantes.
Certaines sont restées mémorables à l'exemple de celle de 1755. Un chroniqueur rapporte : « Les grangiers de la Bartalasse ont passé des nuits entières sur les toits, souffrant la pluie, la faim, la soif & toutes les horreurs d'une mort prochaine. Plusieurs ont péri sous les ruines des bâtiments, & ceux qui ont sauvé leur vie ne s'estiment guère plus heureux, puisqu'en survivant à leurs voisins, ils ont perdu tous leurs biens & toutes les choses nécessaires à la vie. Plus de bêtes de laine, plus de récolte à espérer. Les digues ayant toutes été renversées, les champs ne présentent plus à la vue que des ravins & des couches de sable de plusieurs pieds d'épaisseur, qui tariront pour longtemps la fertilité des fonds. Tous les mûriers sont arrachés ou couchés sur le côté. Beaucoup d'autres arbres de haute futaie ont essuyé le même sort. En un mot, cette grande île, autrefois si riante, n'est plus reconnoissable ».
Un plan de rehaussement des digues sur les rives de la Barthelasse en 2010 fut vivement controversé, car il impliquait la destruction d'un habitat sauvage, l'abattage de nombreux arbres et la suppression d'un espace de promenade et de détente pour les habitants de l'agglomération d'Avignon, notamment sur le "chemin de halage" de la rive orientale, face à la voie rapide donnant accès à la ville. Il permettait en revanche la mise en sauvegarde des terres agricoles contre les crues sur vingt ans, et des zones d'habitations contre les crues décennales.

## Faune et flore

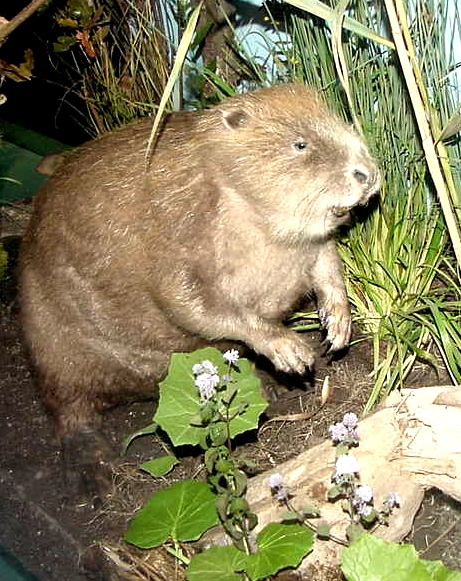
Castor européen, dit castor fiber.

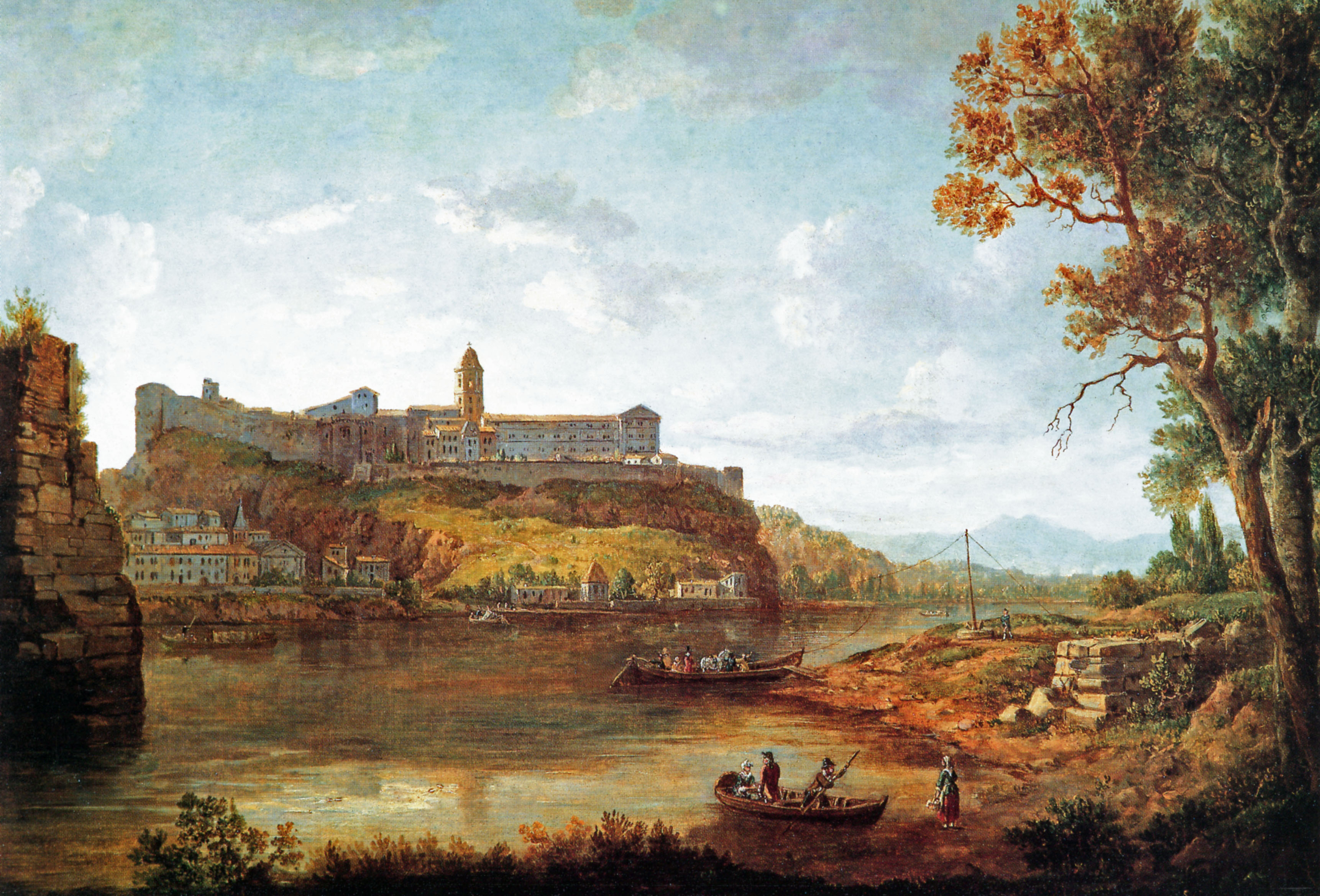
Pêche à l'alose sur les rives de la Barthelasse par William Marlow (1740-1813).

L'île de la Barthelasse, la plus grande du Rhône, accueille des oiseaux nicheurs : éperviers, milans noirs, busards cendrés et poules d’eau. Sa ripisylve (peupliers blancs et noirs, saules, ormeaux et aulnes) est le lieu privilégié des fauvettes, grives et des hérons. Sur les lônes cohabitent différentes espèces telles que le héron cendré, le héron pourpré, le canard colvert, le canard plongeur, le cormoran et le balbuzard pêcheur. On y rencontre des lapins de Floride, introduits par les chasseurs, et des ragondins, échappés d'un élevage. Durant la période hivernale, les bras morts sont le refuge aux canards, grèbes, cormorans, mouettes et goélands. Les mammifères sont également très nombreux : hérissons, taupes, musaraignes, putois, renards, blaireaux, fouines, belettes, écureuils, loirs, campagnols et castors.
Le castor, qui avait failli disparaître à la fin du XIXe siècle, vit sa chasse interdite à partir de 1906. Son dernier noyau se trouvait dans la basse vallée du Rhône, entre Arles et Pont-Saint-Esprit avec au centre la Barthelasse. L'espèce protégée recolonisa petit à petit le fleuve et ses affluents. Les deux seules contraintes à son expansion sont l'absence de sa nourriture de prédilection, les feuilles et les écorces de saules et de peupliers, ainsi qu'une pente supérieure à 1 % sur le cours d'eau. Depuis, le castor se trouve maintenant en colonies importantes jusqu'à la confluence du Rhône avec la Galaure et commence à remonter vers la Varèze.

## Économie
- Distillerie artisanale Manguin, spécialisée dans l'eau-de-vie de poire williams.
- Troc.com, vaste réseau européen de dépôts-vente, a vu le jour en 1982 sur l'île de Piot contigüe à la Barthelasse, sous le nom de "Troc de l'Ile", mais n'y est plus présent[Depuis quand ?].

### Agriculture
Beaucoup de plantations d'arbres fruitiers (poires Jules Guyot, pommes Pink Lady, etc.) permettent une production fruitière importante sur l'île de la Barthelasse, notamment les fruits de saisons : cerises, pêches, abricots, pommes, poires.
Culture de la tomate. Agriculture Biologique. Micro-brasserie et jus de fruits bio au Mazet des Papes.
En 1926, la cave coopérative viticole la Barthelassienne y fait construire un nouveau bâtiment, qui sera en fonction jusqu'à la fin de années 1980.

### Tourisme

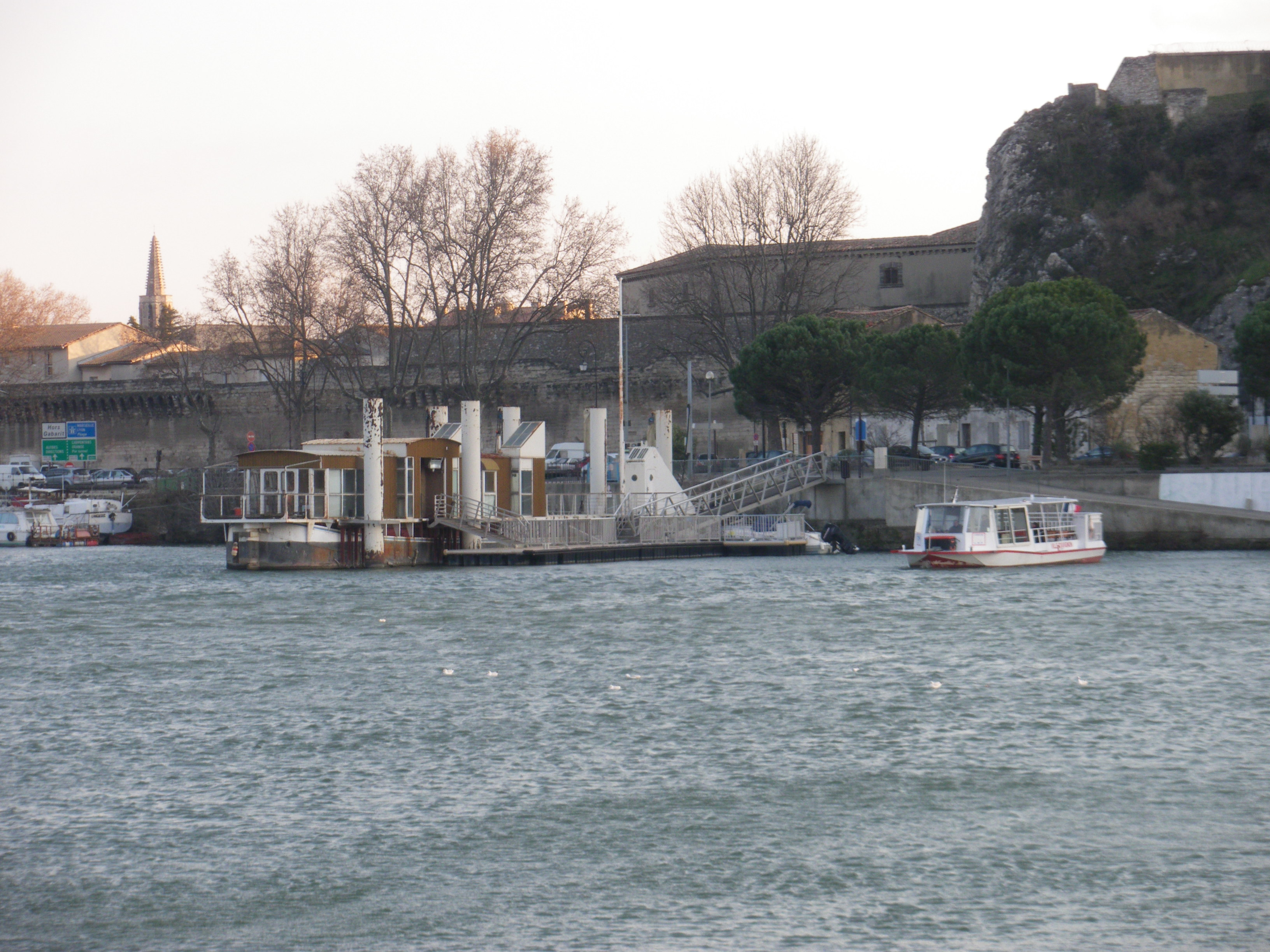
Navette Fluviale qui dessert le centre d'Avignon et l'île de la Barthelasse.

Restaurants, 4 campings, hôtels, nombreux gîtes et chambres d'hôtes, club nautique, hippique, terrains de paintball, fermes pratiquant la vente directe attirent les visiteurs. Plate et sillonnée par un réseau routier étroit et tranquille l'île attire les cyclotouristes.
Marché paysan à la ferme de La Reboule. Centre aéré de la ville d'Avignon.
Une navette fluviale gratuite, héritière du fameux " bac à traille" permet de traverser depuis la rive d'Avignon.

## Aménagements
À Bagatelle, au pied du pont Daladier : Promenade « Chemin de halage ». terrain de football, deux campings, une piscine privée, un centre aéré, une auberge de jeunesse. L’endroit est depuis fort longtemps destiné aux loisirs et à la détente. Guingettes, dancings et vélodrome ont aujourd’hui disparu[Depuis quand ?]. Les arènes ont également été rasées.
Un espace vert public : « parc des Libertés » existe au nord de l'île.
ViaRhôna, le parcours vélo-route national du Léman à la Mer Méditerranée traverse l'île de la Barthelasse.

## Monuments
- Domaine de Bouchony, monument historique (privé), XVIIIe siècle. Éléments protégés MH : jardin, cour, installation hydraulique, communs, grange et noria[14]. À la fin du XVIIIe, une anglaise, la comtesse de Carlisle, venue s'installer à Avignon, loua ce domaine pour la belle saison. C'était la « mère du roi d'Irlande de même nom et la sœur de l'amiral Biron », indique Esprit Calvet qui la courtisa assidûment[15].
- Domaine de Rhodes, où naquit le R.P. de Rhodes, créateur du système de retranscription de la langue vietnamienne en alphabet romain
- Nombreux mas, certain conservant leur " récatis " buttes artificielles pour abriter le bétail et les récoltes en cas d'inondation, et leurs "encoules" rampes servant à accéder à l'étage dans le même cas
- Pavillon de chasse des XVIe et XVIIe siècles.

## Vie locale
Le quartier compte 934 habitants au recensement de 1990, alors qu'elle n'en avait que 701 en 1982.
On peut y distinguer un noyau urbanisé aux abords du pont Daladier, dans la partie la plus étroite du quartier où se trouve " Bagatelle", îlot vert bâti de maisons mitoyennes n'excédant pas un étage, et un habitat rural beaucoup moins dense dans la vaste zone agricole.
Les prescriptions contraignantes du plan de prévention du risque inondation ou PPRI Rhône, plaçant depuis 2003 l'ensemble de l'île en zone rouge dite à aléa élevé, empêchent toutes nouvelles constructions, y compris agricoles, et font de la majeure partie de l'île une sorte de conservatoire du paysage rural, préservé des édifices commerciaux, panneaux publicitaires, lotissements ou ronds-points qui envahissent la Provence, et notamment la campagne autour d'Avignon.
Une étude de la revue "Nature science et société" a souligné en 2008 une culture commune du risque inondation et les réflexes de précaution qui singularisent les Barthelassiens (surélévations, anticipations, réserve de sécurité civile, etc). Les Barthelassiens expriment aussi d’après cette étude le sentiment que la pression fiscale ne correspond pas au niveau de services publics fournis par la collectivité sur l'île. L'étude conclu enfin que "La Barthelasse a historiquement participé à la protection d’Avignon contre les crues du Rhône et n’a pas bénéficié des aménagements de la CNR autant que d’autres territoires, soustraits aux inondations. Cette situation conduit de nos jours à des débats sur d’éventuelles compensations financières (...)"